# 拉卢普
拉卢普（法語：La Loupe，法語發音：[la lup]），法国中北部城市，中央-卢瓦尔河谷大区厄尔-卢瓦省的一个市镇，隶属于诺让勒罗特鲁区，其市镇面积为7.27平方公里，2022年1月1日时人口数量为3,230人，在法国城市中排名第3,304位。
拉卢普位于厄尔-卢瓦省西部偏北，是一个区域性的中心城市，巴黎－布雷斯特铁路由此通过并设有一座车站。

## 地名来源

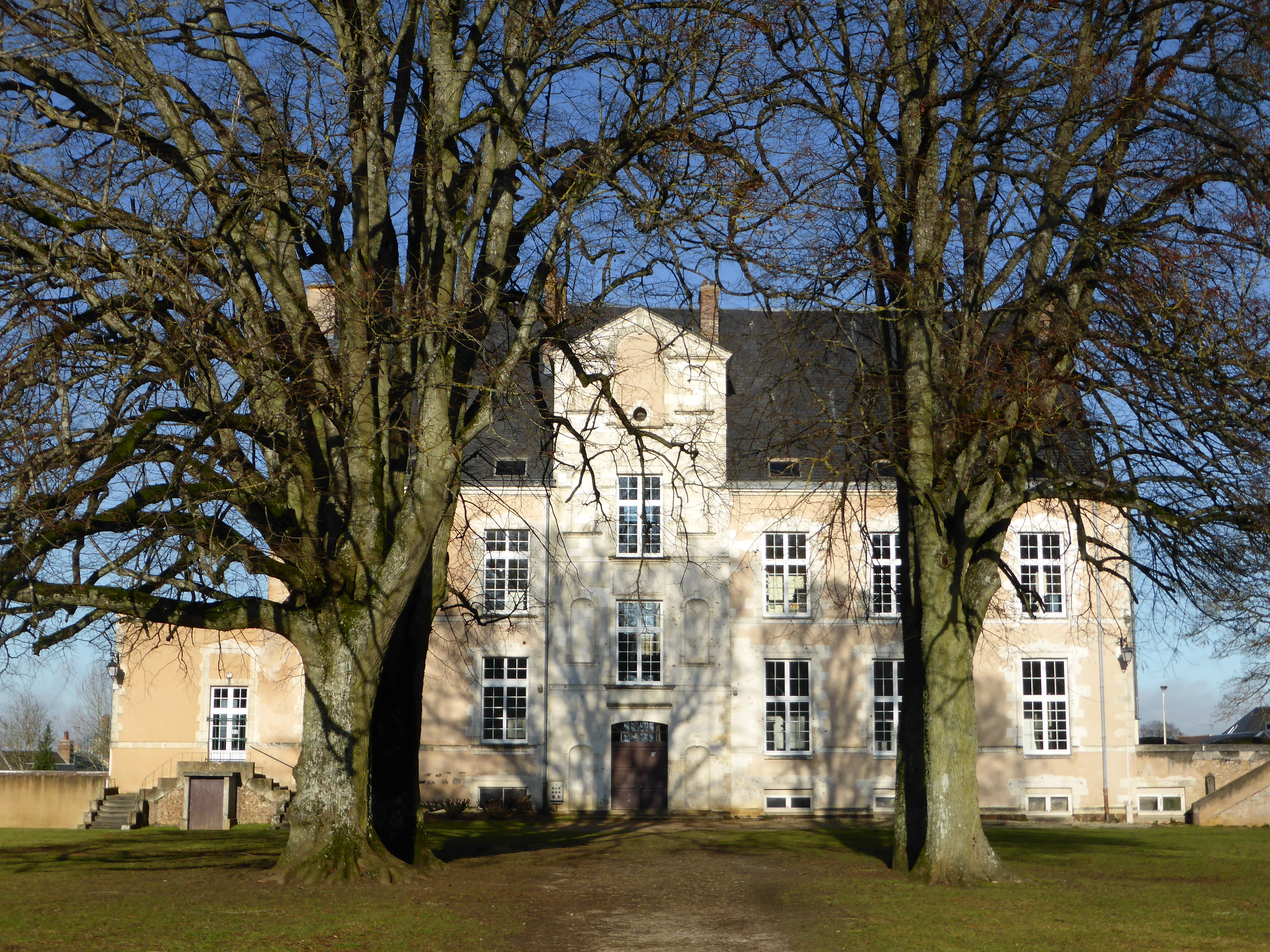
拉卢普城堡

“拉卢普”一名的具体来源尚存在争议，但可以肯定的是，“卢普”与其现代法语的本意（放大镜）无直接关联。

## 历史
拉卢普建城于中世纪中期，彼时为沙特尔主教区的一处领地，蒂博四世公爵是当地有记载的最早的领主。法国大革命后，拉卢普成为厄尔-卢瓦省的一个市镇。工业革命期间，巴黎－布雷斯特铁路由此通过并设有一座车站，拉卢普逐渐发展成为一个区域性的工商业中心。二战时期拉卢普曾遭到纳粹德军的猛烈轰炸。

## 地理

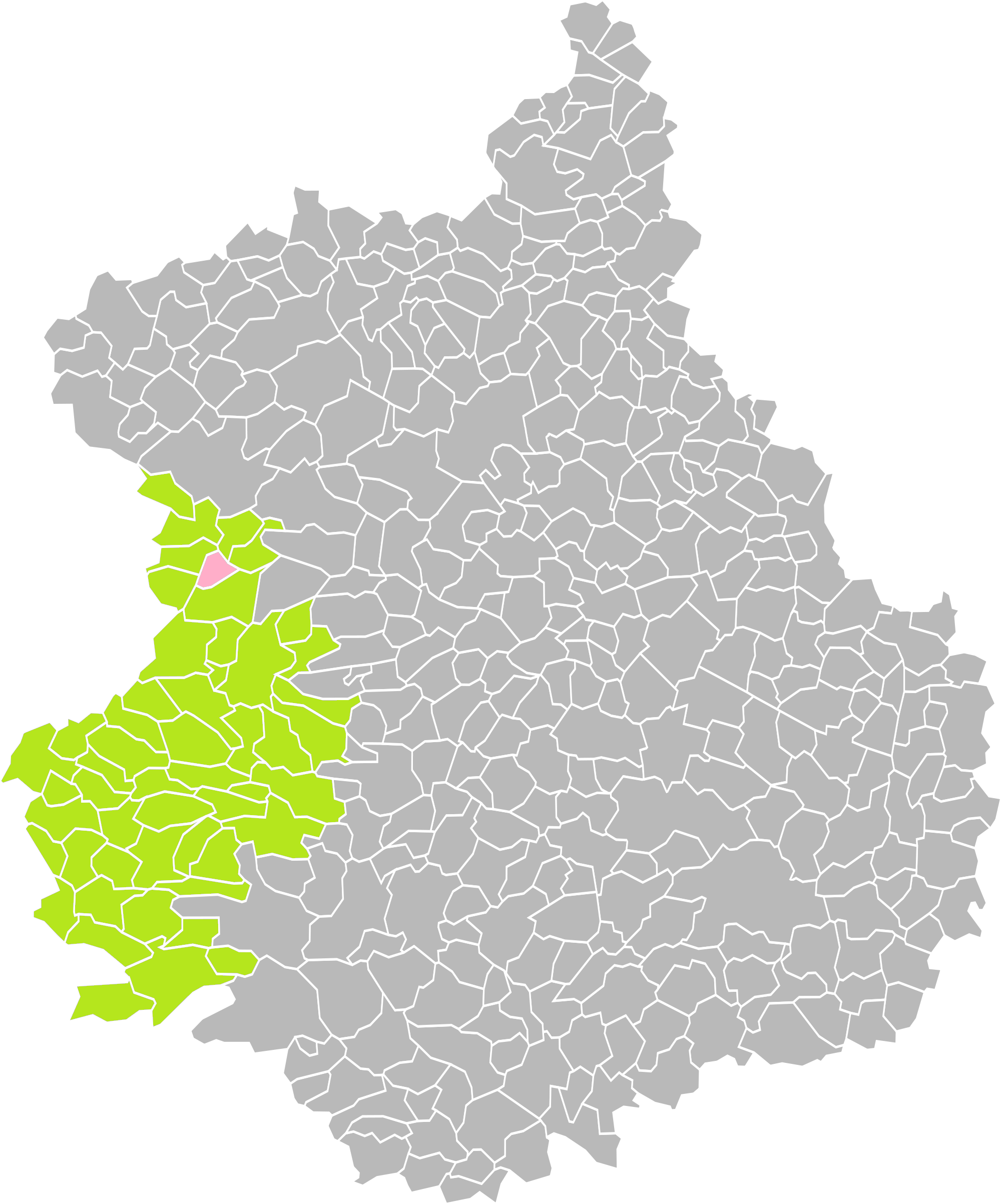
拉卢普（粉红）在厄尔-卢瓦省境内的位置

拉卢普位于法国中北部偏西，中央-卢瓦尔河谷大区西北部和厄尔-卢瓦省西部偏北，距离省会沙特尔大约38公里。与拉卢普接壤的市镇包括：沃皮永。

### 地形
拉卢普位于佩尔什地区腹地，境内以浅丘和平原为主，地势较为平坦，全境海拔在192到243米之间。

### 水文
利维耶河（Le Livier）自西南向东北流经境内，该河是厄尔河的支流，属于塞纳河水系。

### 植被
拉卢普位于佩尔什地区自然公园腹地，属于温带落叶林区，市区东北部和南部有大片天然树林分布。
在鲜花城市的评比中，拉卢普暂未被评级。

### 气候
拉卢普在柯本气候分类法中属于温带海洋性气候。

## 行政区划
拉卢普是法国中央-卢瓦尔河谷大区厄尔-卢瓦省的一个市镇，编号为28214。拉卢普隶属于诺让勒罗特鲁区、厄尔-卢瓦省第三选区和诺让勒罗特鲁县，同时也是佩尔什土地市镇公共社区的办公驻地。
法国国家统计与经济研究所（简称）在进行数据统计时，将拉卢普及相邻的莫塞设为拉卢普城市核心区及拉卢普城市区。自2020年起，拉卢普城市区被包含8个市镇的拉卢普城市辐射区代替。此外，还将拉卢普市镇整体看作一个“块区”（IRIS），以便于统计人口分布情况。

## 交通

### 公路
多条厄尔-卢瓦省省道在拉卢普境内交汇，中央-卢瓦尔河谷大区下属的城际客运提供巴士线路，可前往周边部分市镇。
2017年，60.6%的拉卢普家庭拥有至少一辆的私人汽车。2019年，拉卢普境内共发生各类交通事故1起，造成1人受伤。

### 铁路
拉卢普位于巴黎－布雷斯特铁路上。拉卢普站位于市区北部，停靠往返于巴黎和勒芒一线的区域列车。

### 航空
距离拉卢普最近的民用航空站为巴黎-奥利机场，距离拉卢普市中心的公路里程约125公里。

### 城市公共交通
拉卢普暂无城市公共交通系统。

## 政治
[[File:|250px|缩略图|右|拉卢普市政厅]]
拉卢普的现任市长为埃里克·热拉尔先生（Éric Gérard），他是共和党的一名成员，在2020年的市政选举中获得了74.06%的支持率。
在2017年的法国总统大选中，法国第25任总统埃马纽埃尔·马克龙在拉卢普获得了53.59%的支持率。

## 人口
2018年，拉卢普市镇人口数量为3,334，在法国排名第3,304位。其中男性1,510人，女性1,832人，75岁及以上人口占14.5%，外籍人口数量为738人，人口密度为459人/平方公里，当地男性居民被称为或，女性居民被称为或。2019年，拉卢普境内出生17人，死亡人口60人。
| 年份   | 1936  | 1946  | 1954  | 1962  | 1968  | 1975  | 1982  | 1990  | 1999  | 2006  | 2007  | 2012  | 2017  |
| ------ | ----- | ----- | ----- | ----- | ----- | ----- | ----- | ----- | ----- | ----- | ----- | ----- | ----- |
| 人口數 | 2,111 | 2,041 | 2,173 | 2,737 | 3,510 | 3,719 | 3,693 | 3,820 | 3,734 | 3,506 | 3,474 | 3,515 | 3,334 |

## 经济
拉卢普是一个区域性的中心城市，当地共有各类用人单位398家，平均历史为19年，其中97%为中小型企业（PME）。（非服装类纺织品生产）、（金属部件生产）及（木质建材销售）是当地2019年营业额最高的三个企业，分别为15,554,898欧元、12,417,765欧元和12,254,877欧元。

## 财政收入
2019年，拉卢普的财政收入总额为3,157,860欧元，财政支出总额为2,659,040欧元，当年的债务总额为3,271,290欧元。 2020年，拉卢普共获得885,255欧元的国家财政补助，比上一年增加了0.01%。
2017年，拉卢普的人均月收入总额为1,803欧元，其中高级职员为3,192欧元，低于法国平均水平（4,214欧元）；中级职员为2,179欧元，低于法国平均水平（2,353欧元）；普通职员为1,571欧元，亦低于法国平均水平（1,690欧元）。
2017年，拉卢普境内的青壮年（15至64岁）失业率为20.9%，当地40.5%的家庭拥有纳税资格，平均纳税1,471欧元，低于法国平均水平（3,888欧元）。

## 社会事务

### 教育
拉卢普属于奥尔良-图尔学区。截止2019年1月1日，拉卢普境内共有1所幼儿园、2所小学、1所初级中学和1所农业高中。2018至2019学年度，拉卢普境内共有在校中等教育阶段学生438名。
非学历制的野生数码学校总部位于拉卢普。

### 医疗
截止2019年1月1日，拉卢普境内共有全科医生5名、保健师3名、牙医3名、护士9名和助产士2名。境内共有药房1家、养老院1家。
拉卢普中心医院（Centre Hospitalier de La Loupe）是法国的一个区域性医疗机构，其主病区“埃德蒙·莫尔舒瓦纳中心医院”（Centre hospitalier Edmond Morchoisne）位于拉卢普市区，设有床位32个，是当地规模最大的公立综合性医院。

### 住房
2017年，拉卢普境内共有各类住房1,960套，其中63.1%为独立式居民区，36.7%为集中式居民区。常住房屋占拉卢普市镇范围内居民建筑总量的82.3%。
在住房保障政策方面，2017年，拉卢普境内共有447户家庭获得了住房经济补助，受益人数占总人口数量的13.4%，其中418份为房租补助。

### 商业
2019年，拉卢普境内共有各类实体商铺100家，其中餐厅12家、大型超市4家、杂货店1家、面包房2家、肉铺4家、书店2家、银行门店5家、美容美发店6家、汽车维修店9家。市区东部建有开放式商业街区。

### 体育
2019年，拉卢普境内共有1间体育馆、1座综合体育场、4处网球场以及2处足球或橄榄球场。
拉卢普体育会（Stade Loupéen）是当地的一支足球队，2020至2021赛季参加厄尔-卢瓦省足球联赛。

### 环境
拉卢普的环境事务由其所属的公共社区负责。2019年，拉卢普境内暂无污染企业。

### 治安
2019年，拉卢普市镇范围内有1处宪兵队。
2014年，拉卢普及附近地区共发生各类案件1,002起，其中盗窃类案件595起，经济类案件84起，毒品交易类案件33起。

## 文化

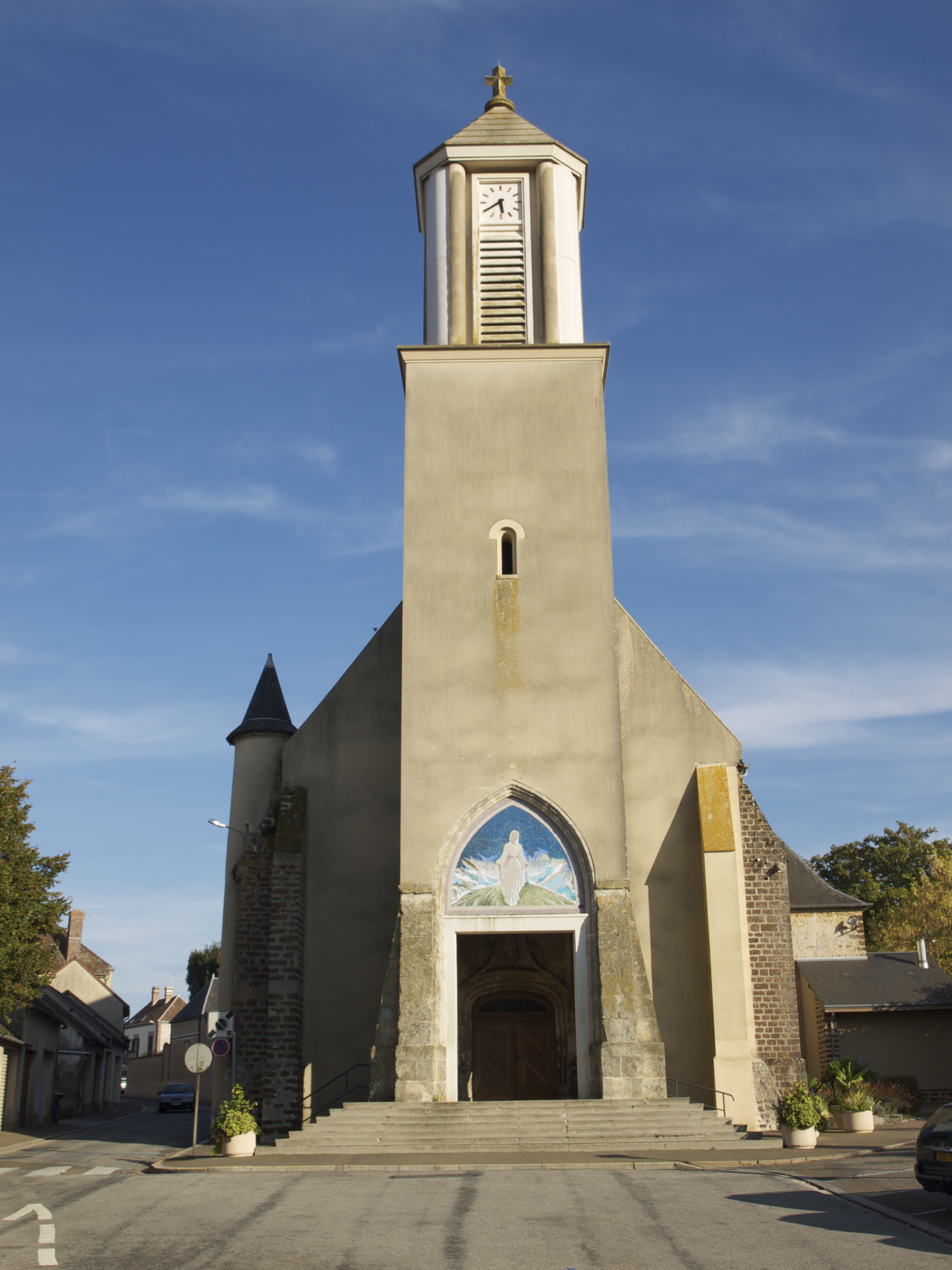
圣母教堂

2019年，拉卢普境内暂无任何文化设施。拉卢普市政府提供多媒体中心，向公众全年开放。

### 建筑
拉卢普境内有多处历史建筑，其中拉卢普城堡、圣母教堂等为当地的代表性建筑物。

### 旅游
拉卢普的旅游事务由其所属的公共社区负责。2020年，拉卢普境内共有1家宾馆共计14间房间。

### 媒体
法国主要的媒体均可在拉卢普接收，法国电视三台下属的中央-卢瓦尔河谷大区频道在部分时段播出拉卢普所属区域的地方新闻。

## 友好城市
截至2021年4月，拉卢普共与两座城市互为友好城市关系：
- 德国 普法尔茨格拉芬韦勒
- 英格兰 Royston